# T-70
El model de tanc T-70 és el resultat de diversos anys d'esforç en el disseny de tancs lleugers, superant el seu antecessor el T-60. Dotat de suficient blindatge i un armament restringit, estava en clar desavantatge davant altres vehicles pesats. La seva funció va ser principalment la d'oferir suport a la infanteria. Entre 1941 i 1943 es van produir prop de 8.000 unitats. Tanmateix, en aquestes dates van sorgir models de carros alemanys dotats amb una potència de foc cada vegada major.

## Declinació dels tancs lleugers

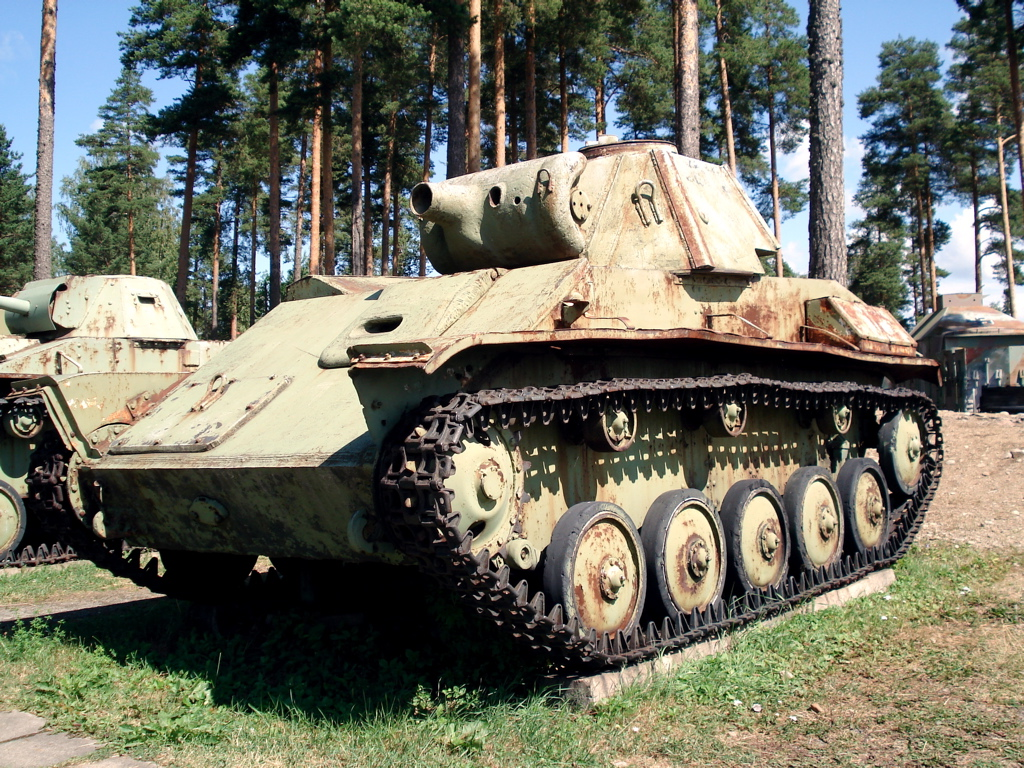
T-70 al Museu de Tancs Parola (el canó es va perdre en aquest exemplar)

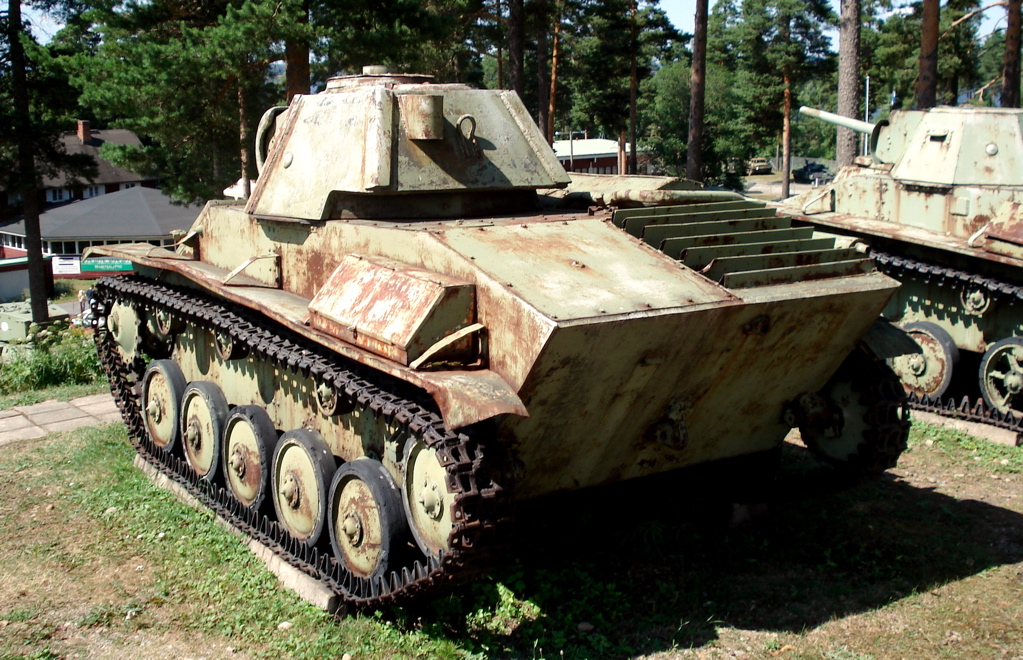
Una altra vista del T-70, Museu de Tancs Parola

Els tancs soviètics lleugers es van fer obsolets durant la guerra a causa de la pèrdua de les seves tres característiques com a tanc: poder de foc, mobilitat i protecció.
El T-70, només tenia dos tripulants, el conductor i el comandant. Aquest últim s'havia d'encarregar de buscar blancs, carregar i disparar el canó i la metralladora a més de donar ordres al conductor, per tant estava sobrecarregat de feina. Per si fos poc de vegades havia de donar ordres a altres tancs (subordinats) i, consegüentment, els resultats eren bastant caòtics.
Per tant, la producció de tancs lleugers per a suport a la infanteria va ser substituïda per la vehicles més pesants. En especial es va triar el canó autopropulsat SU-76. Aquest s'adequava per a la infanteria, amb el seu canó 76,2 mm capaç de disparar una gran quantitat de metralla explosiva. Els recursos industrials van ser redirigits del T-70 al més simple SEU-76.
En un intent de compensar, el tanc lleuger T-80 es dissenya una més robusta versió del T-70 amb dos tripulants de torreta. Però així i tot, els carros armats van ser millors per a exploració i enllaç, també sent utilitzats com a acompanyants dels T-34 en nombroses operacions tan famoses com la Batalla de Kursk, passant més tard a exercir un paper secundari, i posteriorment sent lliurades diverses unitats a l'Exèrcit polonès. Tota la producció dels tancs lleugers va ser cancel·lada l'octubre de 1943, després d'haver-se construït sol 120 T-80. Durant la guerra no es van fabricar més tancs lleugers.
El novembre de 1943 les unitats de tancs de l'Exèrcit Roig es van reorganitzar: els tancs lleugers van ser reemplaçats pel T-34 i nous T-34-85, que van començar la seva producció el següent mes. Aquests tancs van continuar sent usats a l'artilleria autopropulsada i en altres unitats.
Els soviets van començar a desenvolupar un tanc lleuger amfibi el 1945, resultant en el PT-76 de postguerra, introduït en 1954.